# Linkuwapokhari
Linkuwapokhari (nep. लिकुवापोखरी) – gaun wikas samiti we wschodniej części Nepalu w strefie Sagarmatha w dystrykcie Khotang. Według nepalskiego spisu powszechnego z 2001 roku liczył on 492 gospodarstw domowych i 2672 mieszkańców (1378 kobiet i 1294 mężczyzn).